# Station Sorkwity
Station Sorkwity was een spoorwegstation in de Poolse plaats Sorkwity.